# Rick Perry

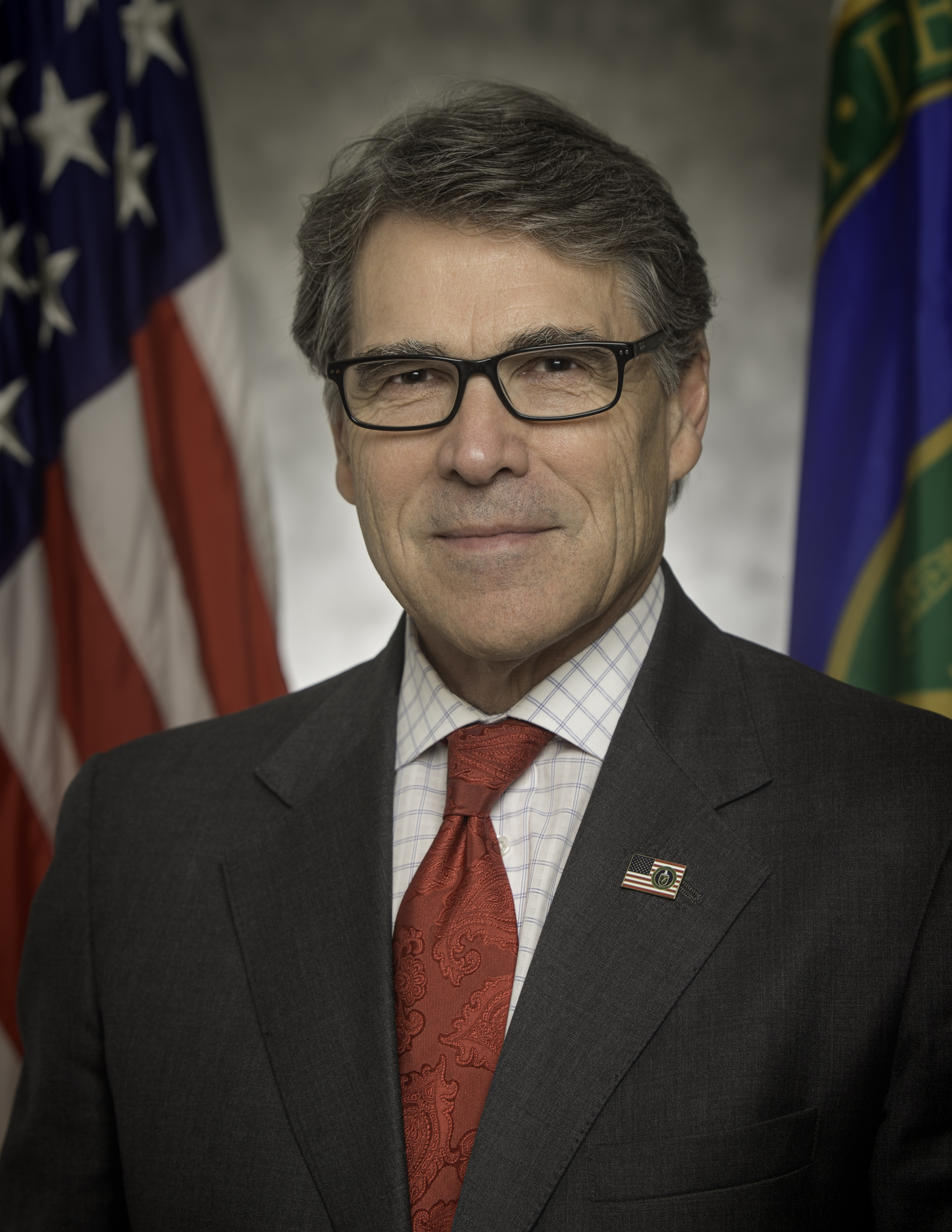
Rick Perry (2017)

James Richard „Rick“ Perry (* 4. März 1950 in Haskell County, Texas) ist ein US-amerikanischer Politiker der Republikanischen Partei. Von Dezember 2000 bis Januar 2015 war er Gouverneur des Bundesstaates Texas.
Er bewarb sich jeweils vergeblich, Kandidat seiner Partei für die Präsidentschaftswahl 2012 und die Präsidentschaftswahl 2016 zu werden.
Ab März 2017 war er als Leiter des Department of Energy Energieminister im Kabinett von US-Präsident Donald Trump. Am 1. Dezember 2019 trat er zurück.

## Jugend und Ausbildung
Rick Perry wurde als jüngeres der beiden Kinder von (Joseph) Ray Perry und dessen Frau Amelia (geb. Holt) auf einer Ranch in Haskell County rund 100 Kilometer nördlich von Abilene, Texas geboren. Die Farm war von seinem Ur-Ur-Großvater, D. H. Hamilton, nach dem Ende des Amerikanischen Bürgerkriegs, begründet worden. Er war eines der ersten Familienmitglieder, das eine Ausbildung am College bekam. 1968 schrieb er sich an der Texas A&M University ein und schloss dort 1972 mit einem Bachelor-Abschluss in Tierwissenschaften (Animal Science) ab. Nach seinem Bachelor-Abschluss war Perry bis 1977 Pilot bei der United States Air Force. Er spielte mit dem Gedanken, als Pilot bei Southwest Airlines zu arbeiten, kehrte aber schließlich doch auf die elterliche Farm in Paint Creek zurück.

## Politische Laufbahn

### Repräsentantenhaus von Texas
Im Jahr 1984 wurde Perry erstmals ins Repräsentantenhaus von Texas gewählt. Er trat – zu dieser Zeit noch für die Demokratische Partei – im 64. Wahlbezirk an, der das Haskell County mit einschloss.
Er wurde zweimal wiedergewählt (immer als Mitglied der Demokratischen Partei) und gehörte dem Repräsentantenhaus von Texas insgesamt sechs Jahre lang an. Während seiner Zeit im texanischen Repräsentantenhaus war er Mitglied des Haushaltsausschusses (Appropriations committee) und des Geschäftsordnungsausschusses (Calendars committee).

### Wechsel zur Republikanischen Partei
Im September 1989, gegen Ende seiner dritten Amtsperiode im texanischen Repräsentantenhaus, wechselte er zur Republikanischen Partei.

### Agriculture Commissioner
Perry entschied sich, nicht noch ein viertes Mal für einen Sitz im Repräsentantenhaus anzutreten, sondern kandidierte 1990 für das Amt des agriculture commissioner (etwa: Beauftragter für die Agrarwirtschaft). Er trat gegen den Demokraten Jim Hightower an, der dieses Amt bereits seit 1983 ausübte, und gewann – nicht zuletzt weil während der Wahlkampagne drei Untergebene von Hightower in eine Korruptionsaffäre verstrickt waren. Bei der nächsten Wahl im Jahr 1994 wurde er mit 61,9 % der Wählerstimmen im Amt bestätigt und übte es bis 1998 aus.

### Gouverneur von Texas

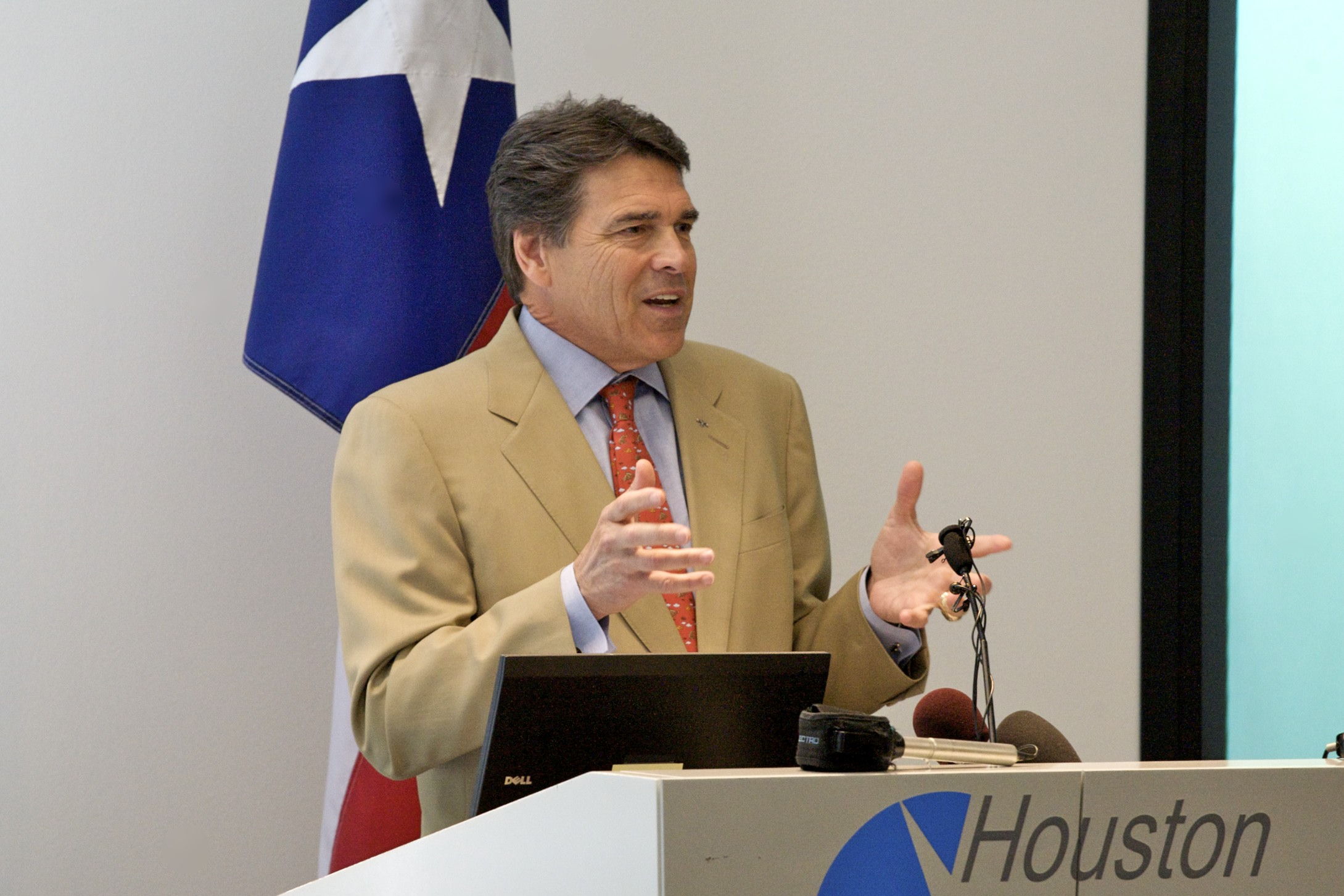
Perry bei einer Rede im Juni 2009

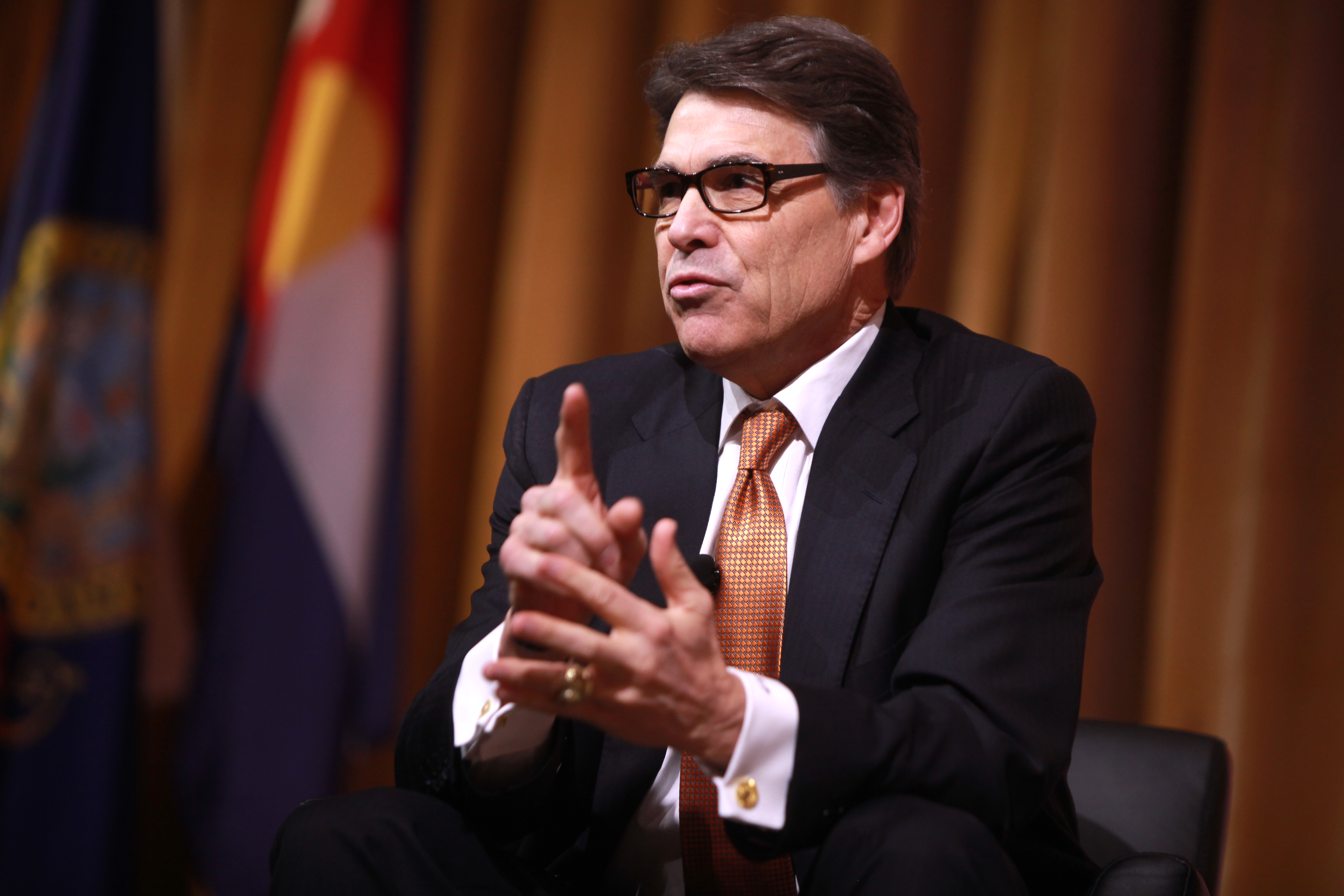
Rick Perry im März 2014

Im Jahr 1998 entschied sich Perry, kein drittes Mal für das Amt des agriculture commissioner anzutreten, sondern für das Amt des Vizegouverneurs zu kandidieren. Er siegte knapp über den demokratischen Gegenkandidaten – seinen ehemaligen Studienfreund John Sharp – und wurde im Januar 1999 der zweithöchste Beamte in Texas hinter Gouverneur George W. Bush. Dieses Amt führte er bis Dezember 2000 aus. Nachdem Bush im November 2000 zum 43. Präsidenten der Vereinigten Staaten gewählt worden war und sein Gouverneursamt aufgegeben hatte, rückte Perry im Dezember 2000 durch gesetzliche Nachfolge zum Gouverneur auf. Die Wahlen 2002, 2006 und 2010 bestätigten ihn im Amt. Als erster texanischer Gouverneur überhaupt wurde Perry zweimal wiedergewählt und hat die längste Regierungszeit aller texanischen Gouverneure vorzuweisen.
Am 8. Juli 2013 gab Perry bekannt, sich kein weiteres Mal um eine Wiederwahl als Gouverneur im November 2014 zu bewerben. Sein Mandat endete turnusgemäß im Januar 2015. Zum neuen Gouverneur wurde der bisherige Attorney General Greg Abbott gewählt.

### Präsidentschaftskandidatur 2012
Am 13. August 2011 gab Perry seine Bewerbung um die Kandidatur der Republikaner für die Präsidentschaftswahl im November 2012 bekannt.
Während Perry einst als aussichtsreichster Kandidat der Republikaner galt, verlor er schnell an Zustimmung, als er sich während einer live übertragenen Fernseh-Debatte nicht an eines der drei Ministerien erinnern konnte, das er neben dem Handels- und Bildungsministerium hätte abschaffen wollen. Es wäre das Energieministerium gewesen.
Im Dezember 2011 trat er mit einem kurzen Wahlwerbespot namens „strong“ auf, in dem er Präsident Barack Obama vorwarf, einen „Krieg gegen die Religion“ zu führen. Er kritisierte, dass Homosexuelle sich im Militär offen zu ihrer sexuellen Orientierung bekennen dürften, während es amerikanischen Kindern in der Schule verboten sei, Weihnachten zu feiern. Der Werbespot wurde von Teilen der Presse als Misserfolg gewertet, da er etliche Parodien und teils beißenden Spott nach sich zog.
Am 19. Januar 2012, nach Vorwahlen in nur zwei Staaten, gab Perry seinen Rückzug aus dem Rennen um die Präsidentschaftskandidatur bekannt, da es für ihn „im diesjährigen Wahlkampf keine Optionen mehr“ gebe. Zuvor hatte Perry an von Beobachtern als „Schlammschlacht“ unter den republikanischen Kandidaten bezeichneten Aktivitäten teilgenommen. Nach seinem Rückzug als Präsidentschaftskandidat unterstützte er die Kandidatur von Newt Gingrich. Nachdem auch dieser aufgegeben hatte, gab Perry im April 2012 seine Unterstützung für Mitt Romney bekannt.

### Juristische Auseinandersetzung 2014
Am 16. August 2014 erhob eine Grand Jury in Texas Anklage gegen Perry wegen mutmaßlichem Amtsmissbrauchs. Die Anklage wurde im Februar 2016 durch das höchste Strafgericht in Texas abgewiesen, nachdem schon zuvor ein niedrigeres Gericht ein Verfahren ablehnte.
Perry wurde vorgeworfen, seine Amtsgewalt missbräuchlich verwendet zu haben, indem er sein Veto gegen die Finanzierung einer Anti-Korruptionseinheit (Public Integrity Unit) unter District Attorney Rosemary Lehmberg im Travis County aus öffentlichen Mitteln eingelegt hatte. Die durch das Veto verweigerte Summe betrug 7,5 Millionen US-Dollar. Vorausgegangen war ein Streit zwischen Perry in seiner Funktion als Gouverneur und der Bezirksstaatsanwältin Rosemary Lehmberg, die der Demokratischen Partei angehörte. Nachdem Lehmberg zugegeben hatte, eine Strafe wegen Fahrens unter Alkoholeinfluss erhalten zu haben, hatte sie der Gouverneur zum Rücktritt aufgefordert. Dem war Lehmberg nicht nachgekommen. Daraufhin hatte Perry sein Veto gegen die Geldmittelfreigabe für Lehmberg angekündigt und damit begründet, dass er keine staatlichen Gelder an jemanden freigeben könne, der das Vertrauen der Öffentlichkeit verloren habe.
Perry plädierte auf nicht schuldig. Seine Unterstützer sahen die Vorwürfe als politisch motiviert,  auch einige Demokraten bezeichneten sie als schwach. Perry wurde im Februar 2016 in allen Anklagepunkten freigesprochen.

### Präsidentschaftskandidatur 2016
Am 4. Juni 2015 gab Rick Perry in Addison, Texas, seine Bewerbung um die republikanische Präsidentschaftskandidatur bekannt. Am 11. September 2015 zog er seine Kandidatur wieder zurück. Im Januar 2016 gab Perry seine Unterstützung für den texanischen Senator Ted Cruz bekannt.

## Politische Positionen

### Todesstrafe
Seit Wiedereinführung der Todesstrafe in den Vereinigten Staaten im Jahr 1976 wurden in Texas 500 Todesurteile vollstreckt (Stand: 27. Juni 2013) – weit mehr als in anderen Bundesstaaten der USA. In den ersten elf Jahren von Perrys Amtsantritt von Dezember 2000 bis November 2011 wurden insgesamt 236 Hinrichtungen durchgeführt.
Im August 2007 appellierte die EU-Ratspräsidentschaft unter dem Vorsitzenden des Europäischen Rates, José Sócrates, am Vorabend der 400. Hinrichtung in Texas seit Wiedereinführung an Perry, „alles dafür zu tun, dass Hinrichtungen aufgeschoben würden und ein Moratorium für Todesurteile zu erwägen“. Ein Sprecher Perrys, Robert Black, wies die Kritik der EU an der Todesstrafe umgehend vehement unter anderem mit dem Hinweis zurück, dass vor „230 Jahren […] unsere Vorfahren einen Krieg geführt [hätten], um sich von dem Joch eines europäischen Herrschers zu befreien, um Freiheit und Selbstbestimmung zu erlangen“, und verbat sich Einmischungen der EU in die Angelegenheiten des Bundesstaats.
Hinrichtungen pro Jahr während seiner Amtszeit:
| Jahr   | 2001 | 2002 | 2003 | 2004 | 2005 | 2006 | 2007 | 2008 | 2009 | 2010 | 2011 | 2012 | 2013 | 2014 |
| Anzahl | 17   | 33   | 24   | 23   | 19   | 24   | 26   | 18   | 24   | 17   | 13   | 15   | 16   | 10   |

### Waffenbesitz
Perry wird von der Amerikanischen Waffenlobby, insbesondere von der National Rifle Association (NRA), geschätzt. Er besitzt eine Lizenz zum verdeckten Führen von Waffen (Concealed Handgun License, CHL) und unterschrieb verschiedene Gesetze, die solche Lizenzen beförderten.

### Abtreibung
Im Jahr 2005 unterzeichnete Perry ein Abtreibungsgesetz, das späte Abtreibungen beschränkt und abtreibungswillige Mädchen unter achtzehn Jahren dazu verpflichtet, ihre Eltern zu informieren.

### Homosexualität
Perry ist auch für seine konservativen Ansichten zur Homosexualität bekannt. Er verurteilte die Entscheidung des Obersten Gerichtshofs der Vereinigten Staaten im Fall Lawrence v. Texas, Sodomiegesetze als Verletzung des Vierzehnten Anhangs der Verfassung der Vereinigten Staaten zu verbieten, und verteidigte homosexuellenfeindliche Gesetze als angemessen.
Er unterstützte die Texas Proposition 2 von 2005, die die Texanische Verfassung insoweit korrigierte, dass sie die Ehe nur als Zusammenschluss von Mann und Frau definierte und ein Verbot für Gesetze aussprach, das die Anerkennung „irgend eines legalen Status ähnlich der Ehe“ für andere Zusammenschlüsse beinhaltete. Nachdem jedoch der Bundesstaat New York im Jahr 2011 die gleichgeschlechtliche Ehe legalisiert hatte, rechtfertigte Perry dies mit dem Hinweis auf das Staatenrecht, festgelegt im Zehnten Anhang der Verfassung. Ein Sprecher Perrys korrigierte diesen Hinweis jedoch später, mit Hinweis auf Perrys Unterstützung des verfassungsmäßigen Verbots (Amendment) gleichgeschlechtlicher Ehen, welches gültig bliebe. Eine Abänderung des Amendments würde eine Zustimmung von drei Vierteln der Bundesstaaten benötigen.
In Perrys erstem Buch On My Honor: Why the American Values of the Boy Scouts are Worth Fighting For (Meine Ehre: Warum die amerikanischen Werte der Pfadfinder verteidigenswert sind), das 2008 veröffentlicht wurde, zog er eine Parallele zwischen Homosexualität und Alkoholismus: Er sei zwar kein Experte in der Anlage-oder-Umwelt-Ursachenforschung, aber Homosexuelle sollten einfach ein Leben in Abstinenz wählen.
In seiner Kampagne zur Präsidentschaft 2012 kritisierte Perry die Abschaffung des Prinzips Frag nichts, sag nichts (Don’t ask, don’t tell). In einem landesweit ausgestrahlten Werbespot kritisierte er, dass sich Homosexuelle in der Armee offen zu ihrer sexuellen Orientierung bekennen dürften.
Perry sagte, Entwicklungshilfe als Werkzeug gegen Länder, die Homosexuellen keine vollen Rechte gewährten, sei nicht im Interesse Amerikas. Als Pfadfinder der Rangstufe Eagle Scout verlangte Perry von der amerikanischen Pfadfinder-Organisation Boy Scouts of America die Fortsetzung des Ausschlusses von Homosexuellen und warf den USA vor, den Pfadfinder-Idealen nicht mehr alle Ehre zu machen. Homosexualität bezeichnete Perry als „Modetrend“ und „Populärkultur“.

### Klimawandel
Perry gilt als Klimawandelleugner. Er hat vielfach wissenschaftliche Erkenntnisse zur globalen Erwärmung zurückgewiesen und lehnt den wissenschaftlichen Konsens bezüglich der menschengemachten Erwärmung ab. 2011 verglich er die kleine Minderheit von Forschern, die den menschengemachten Klimawandel abstreitet, mit Galileo Galilei, der für seine korrekten wissenschaftlichen Erkenntnisse von der katholischen Kirche verfolgt wurde. Klimaforschern wirft er Manipulation von Daten vor, um an Forschungsgelder zu kommen. 2010 bezichtigte er Klimaforscher, die die Existenz des Klimawandel darlegten, der Lüge, da sie eigentlich wüssten, dass der Trend der vergangenen Jahre eine Abkühlung zeige. Klimaschutzmaßnahmen, die seiner Ansicht nach wirtschaftlichen Wohlstand gefährden könnten, bezeichnete er als "Nonsens". Vielmehr handele es sich dabei um einen "säkularen Karbonkult".

### Religiöse Überzeugungen
Rick Perry vertritt Überzeugungen der religiösen Rechten.

#### Staat und Religion
Er wuchs im Umfeld der United Methodist Church auf, der seine Familie angehörte. Seit 2010 besuchte er regelmäßig die evangelikale Megachurch Lake Hills Church. Perry glaubt nach eigenen Angaben an die Widerspruchsfreiheit der Bibel. Zum 7. August 2011 rief er zu einem Gottesdienst in Houston auf, bei dem 30.000 seiner Anhänger für die Rettung der USA beteten. Anlässlich einer Jahrhundertdürre und ausgedehnter Waldbrände organisierte er Tage des Gebets. Die Wirtschaftskrise beschrieb er als „Gottes Weg“, um seine Landsleute „zu den in der Bibel niedergeschriebenen Grundsätzen zurückzubringen.“
Perry pflegt Verbindungen zum "Seven-Mountains"-Dominionismus. Diese theologische Position lehrt, dass die Kirche dazu berufen sei, in sieben gesellschaftlichen Sektoren die Kontrolle zu erlangen: Familie, Religion, Kunst und Unterhaltung, Medien, Regierung, Erziehung und in der Wirtschaft. In diesem Sinn geht Perry davon aus, dass Präsident Trump von Gott gesandt wurde, um die USA zu führen. Dem Nachrichtenmagazin Fox & Friends sagte er 2019, weder Barack Obama noch Donald Trump hätten Präsident der USA werden können, ohne dass Gott sie dazu berufen hätte.

#### Intelligent Design
Perry bezeichnet sich selbst als überzeugten Anhänger des Intelligent Design. Er vertritt die Meinung, dass dieses neben der Evolutionstheorie an Schulen gelehrt werden sollte. Außerdem sollten lokale Schulbehörden und Lehrer über die Inhalte der Lehrpläne bestimmen können.

### Außenpolitik

#### Türkei
Die türkische Regierung beschwerte sich im Januar 2012 über Perrys Aussage, die Türkei würde von „islamistischen Terroristen“ regiert werden. Perry hatte gesagt, dass die Türkei von Leuten regiert werde, die viele als islamistischen Terroristen wahrnehmen würden ("what many would perceive to be Islamic terrorists”).

#### Iran
2011 erklärt Perry erklärte gegenüber CNN, er würde Israel im Falle einer Präsidentschaft bei einem Militärschlag gegen den Iran unterstützen, falls es eindeutige Beweise für den Besitz von Atomwaffen im Iran gebe.

## Privates
Perry ist seit 1982 mit der Krankenschwester Anita Thigpen (* 5. Mai 1952 in Haskell, Texas) verheiratet. Aus der Ehe gingen ein Sohn (* 1983) und eine Tochter (* 1986) hervor.

## Schriften
- Rick Perry: On My Honor: Why the American Values of the Boy Scouts are Worth Fighting For. Stroud & Hall, 2008, ISBN 978-0-9796462-2-5. (über den positiven Einfluss der Boy Scouts of America und Kritik an der ACLU[71])
- Rick Perry: Fed Up! Our Fight to Save America from Washington. Little, Brown and Co., 2010.